# Пенкинское сельское поселение
Муниципальное образование Пенкинское — сельское поселение в Камешковском районе Владимирской области.
Административный центр — деревня Пенкино.

## География
Муниципальное образование Пенкинское расположено в южной части Камешковского района.

## История
Пенкинский сельсовет образован в 1920-годах в составе Второвской волости Владимирского уезда. С 1929 года в составе Владимирского района, с 1940 года — в составе Камешковского района, в 1954 году в его состав включены населённые пункты упразднённого Гатихинского сельсовета.
Муниципальное образование Пенкинское образовано 11 мая 2005 года в соответствии с Законом Владимирской области № 51-ОЗ «О наделении Камешковского района и вновь образованных муниципальных образований, входящих в его состав, соответствующим статусом муниципальных образований и установлении их границ». В его состав вошла территория Пенкинского сельсовета.

## Население
| 2010  | 2011  | 2012  | 2013  | 2014  | 2015  | 2016  | 2017  | 2018  |
| ----- | ----- | ----- | ----- | ----- | ----- | ----- | ----- | ----- |
| 1361  | →1361 | ↗1364 | ↗1375 | ↘1369 | ↗1403 | ↘1402 | ↘1380 | ↘1371 |
| 2019  | 2020  | 2021  |       |       |       |       |       |       |
| ↘1350 | ↘1305 | ↗1588 |       |       |       |       |       |       |

## Состав сельского поселения
| №  | Населённый пункт       | Тип населённого пункта          | Население |
| -- | ---------------------- | ------------------------------- | --------- |
| 1  | Андрейцево             | деревня                         | ↗32       |
| 2  | Бородино               | деревня                         | ↗63       |
| 3  | Воскресенское          | село                            | ↗16       |
| 4  | Гаврильцево            | деревня                         | ↗14       |
| 5  | Гатиха                 | село                            | ↘534      |
| 6  | Дворики                | деревня                         | ↗40       |
| 7  | Краснораменье          | деревня                         | ↗32       |
| 8  | Леонтьево              | деревня                         | ↗43       |
| 9  | Лубенкино              | деревня                         | ↗36       |
| 10 | Марьинка               | деревня                         | ↗59       |
| 11 | Неверково              | деревня                         | ↗56       |
| 12 | Пенкино                | деревня, административный центр | ↗481      |
| 13 | Пирогово               | деревня                         | ↗33       |
| 14 | Пожарницы              | деревня                         | ↗11       |
| 15 | Санатория имени Ленина | посёлок                         | ↗54       |
| 16 | Симоново               | деревня                         | ↗54       |
| 17 | Сынково                | деревня                         | ↗30       |